# إليزابيث كاسون
إليزابيث كاسون (بالإنجليزية: Elizabeth Casson) (من 14 أبريل 1881 حتى 17 ديسمبر 1954) طبيبة بريطانية، ورائدة في مجال العلاج المهني، عملت في البداية كسكرتيرة، وبدأت بدراسة الطب في جامعة بريستول في عمر الـ 32 عامًا، حصلت على شهادة الطب في عام 1926، لتصبح أول امرأة تحصل على شهادة الطب من جامعة بريستول، وحصلت على جائزة غاسكل من الجمعية الملكية للطب النفسي، وعلى دبلوم في الطب النفسي من جامعة لندن.
في عام 1929 أنشأت كاسون عيادة داخلية للنساء اللاتي يعانين من اضطرابات عقلية في مركز دورست هاوس الذي أسسته في مدينة بريستول، مع حيز سكني يكفي لـ 800 مريض، وفي العام التالي افتتحت أول مدرسة للعلاج المهني في المملكة المتحدة في نفس المبنى.
حوّلت كاسون المدرسة إلى مؤسسة غير ربحية عام 1948، واستمرت بشغل منصب نائبة الرئيس، والمديرة الطبية فيها، وفي عام 1949 أنشأت صندوق إليزابيث كاسون الاستئماني بهدف تحسين مجال تعليم العلاج المهني، وتطبيقه، وفي عام 1951، حصلت على جائزة أوبي لعملها في دورست هاوس، وأصبحت زميلة فخرية في الاتحاد العالمي لأخصائيي العلاج المهني، وأُجريت محاضرة تذكارية باسمها، وسميت وحدة الأمراض النفسية باسمها في مستشفى كالينغتون رود.

## حياتها
وُلدت كاسون، المعروفة باسم إلسي، في الرابع عشر من أبريل عام 1889 في مدينة دنبي، ويلز، وهي الابنة السادسة لوالدها توماس كاسون، الذي كان يعمل كمدير بنك، وصانع هاوٍ لآلات الأورغن الموسيقية، ووالدتها لورا آن، عمل أخوها، لويس كاسون، ممثلًا ومخرجًا مسرحيًا، إذ كانت العائلة تشجع الفن، وتستمتع به.
في عام 1891، قرر والدها توماس أن يؤسس عمله الخاص في صناعة آلات الأورغن، وانتقلت العائلة إلى لندن، وهناك تلقت كاسون تعليمها في كلية سانت ماري، بادينغتون، قبل أن تذهب إلى كلية السكرتارية بناء على طلب والدها، وبعد التأهّل، عملت مع والدها كسكرتيرة حتى تقاعده. في عام 1908، عملت كمديرة منزل للمُصلحة الاجتماعية أوكتافيا هيل، واهتمت بالظروف المعيشية لمقيمي الصليب الأحمر في مشفى ساوثوورك، وعلى مدى السنوات الخمس التالية، نظّمت أنشطة ترفيهية ركَّزت فيها على الفنون. تأثَّرت كاسون بفلسفة أوكتافيا هيل، وظهر ذلك لاحقًا في أعمالها.
وفي عام 1911، وعدها عمها إسامبارد أوين، وهو نائب رئيس جامعة بريستول، بالحصول على مقعد لدراسة الطب إذا لم تستطع الحصول على تسجيل رسمي في الجامعة، عانت من الامتحانات اللاتينية لمدة سنتين، لكنها اجتازتها في النهاية، وسجلت في كلية الطب في 1 أكتوبر عام 1913 وهي في الـ 32من عمرها. حصلت على شهادة بكالوريوس في الطب عام 1919، وعملت في مشفى ويست هرتفوردشاير في بلدة هيمل هامبستيد. ولاحظت أن المرضى في قسم النساء يستمتعون عند أدائهم أعمالًا يستخدمون فيها مواهبهم الفنية، وخَلُصت إلى أن هذه الممارسات مهمة للعلاج، ولاحظت أن ممارسات كهذه لم تساعد فقط على إبقاء المرضى منشغلين، بل ساعدتهم أيضًا على تقدير ذاتهم، والعمل على حل مشاكلهم.
أصبحت كاسون طبيبة في مصحة هولواي للأمراض العقلية عام 1921، وعملت على تنمية اهتمامها بالعلاج المهني خلال فترة عملها حتى عام 1929. وفي ذلك الوقت حصلت على دبلوم في الطب النفسي من جامعة لندن في عام 1922، وحصلت على الدكتوراه في الطب من جامعة بريستول في عام 1926 (لتصبح أول امرأة تحصل عليها)، وفازت بجائزة غاسكل لعام 1927 من الجمعية الملكية الطبية النفسية. وساعدت أيضًا في إنشاء اللجنة الدائمة للطب النفسي التابعة لاتحاد الطبيبات ونادي غاسكل للواتي حصلن على الجائزة.

## دورست هاوس
في عام 1926، زارت كاسون مركز العلاج المهني في مستشفى بلومنغديل في مدينة نيويورك أثناء عطلتها، ورأت أن المملكة المتحدة تحتاج إلى مركز مماثل، وفي أواخر العشرينات، قررت تأسيس المركز، استعارت 1000 يورو (تعادل 39,455 شلن نمساوي في عام 2018) من شقيقها لويس وافتُتح دورست هاوس في كليفتون، بريستول، في عام 1929، وكان مركزًا سكنيًا للنساء اللاتي يعانين من مشاكل في الصحة العقلية. وسّعت دورست هاوس في عام 1930 لتشمل أول مدرسة للعلاج المهني في المملكة المتحدة، والمعروفة بمدرسة دورست هاوس، وأصبحت كاسون مديرة قسم الطب فيها. ولم يقتصر المقرر الدراسي في المدرسة على المواضيع الطبية مثل التشريح وعلم وظائف الأعضاء، بل شمل أيضاً العلاجات المهنية مثل تعليم الحياكة، وتجليد الكتب، وغير ذلك من الحرف اليدوية، فضلًا عن كيفية تنظيم أنشطة مثل الرقص الريفي، وتطبيق هذه الأنشطة على العلاج المهني.
كانت نظرتها لدورست هاوس بأنه مجتمع يتشجع فيه كل فرد على الشعور بأن لديه شيئًا حقيقيًا يستطيع فعله، وبعد رؤيتها لما كان يُطبّق في الولايات المتحدة، وعند أوكتافيا هيل، جمعت بين التداخلات الطبية، والتعليم، والأساليب الترفيهية، وشاركت بنشاط في الأنشطة العلاجية اليومية، التي كانت مستوحاة في كثير من الأحيان من طفولتها الفنية، وأسّست علاقات وثيقة بين المرضى والموظفين، ما خلق شعورًا مجتمعيًا، حتى أنها شاركت في إحدى المرات في مسرحية من إنتاج دورست هاوس، إذ لعبت دور السيد ويليام كولينس في تمثيلهم رواية كبرياء وتحامل في عام 1934.
كانت الأنشطة منظمة خلال الأيام، وكان العلاج المهني يُجرى في المساء، وعطل نهاية الأسبوع، إذ يتضمن اليوم العادي تناول الفطور، ثم تنسيق الزهور حتى الساعة العاشرة والنصف، يلي ذلك ساعة من العلاج المهني في الغرفة المخصصة، وبعد انتهاء العمل، يذهب المرضى في نزهة، أو ينضمون للغناء الجماعي حتى الثانية بعد الظهر، وفي الفترة بين الساعة الثانية بعد الظهر والثامنة مساء، يُخصّص وقت أكثر للعلاج المهني، ثم فترة راحة، وبعد الثامنة مساءً يكون وقت الألعاب الجماعية، والرقص الريفي. اعتقدت كاسون أنه من المهم إبقاء غرفة العلاج منفصلة عن بقية القسم، ورأت أن بعض الأنشطة كالحياكة غير كافية لصرف انتباه المرضى، كان هناك بعض القلق من عدم قبول المرضى بالعلاج المهني، ولكن 6 مرضى فقط من مرضاها الـ 100 رفضوا العلاج. وأدرجت كاسون، وهي عضو (وزميلة في وقت لاحق) في جمعية المعالجة المثلية البريطانية، العلاجات المثلية للمرضى في برنامجها.
يتسع دورست هاوس لـ 800 مريض كانوا مقيمين خلال ثلاثينيات القرن العشرين، انتقلوا إلى برومسغروف خلال الحرب العالمية الثانية. دُمر المبنى خلال الحرب، وانتقلت مدرسة العلاج المهني عام 1946 إلى أوكسفورد، في حين انتقل المرضى إلى كليڤيدون. ولضمان خفض التكاليف على علاج المرضى، قدمت كاسون دعماً مالياً خاصًا منها لعلاجهم. وبدأت في عام 1948 بخطوات جديدة، إذ حوّلت المدرسة إلى شركة غير ربحية، مع بقائها نائبة للرئيس، والمديرة الطبية، ثم في عام 1949 أنشأت صندوق إليزابيث كاسون الاستئماني بهدف تحسين مجال تعليم العلاج المهني، وكانت أغلب الأموال تذهب إلى مدرسة دورست هاوس، وفي عام 1992، أصبحت المدرسة جزءاً من جامعة أوكسفورد بروكس.

## مشاركتها في المجتمع
خارج عملها، كانت كاسون عضوًا في جمعيات بريستول، ولم تقطع اتصالها بجذورها الويلزية، وناقشت أوجه التشابه بين ويلز وبريستول مع اللورد مايور أثناء جلسة غداء عام 1931، وأصبحت رئيسة لجمعية بريستول كامبريان عام 1934، ورئيسة نادي سوروبتيميست في بريستول بين عامي 1938 و 1939، وكانت نائبة رئيس فرع بريستول للمجلس البريطاني للصحة الاجتماعية في عام 1939.
كانت مدافعة عن النساء اللاتي يعملن خارج المكاتب، إذ اقترحت تقديم منح حكومية للنساء اللاتي يرغبن في أن يصبحن ممرضات أو معلمات، وألقت محاضرات عن عملها في العلاج المهني في عام 1935، وكذلك ألقت محاضرات مع نادي أخوات المحبة إلى زملائها الأعضاء، أشادت بتأثير أوكتافيا هيل، وشرحت أنها مهتمة بالصحة النفسية أكثر من اهتمامها بالصحة الجسدية. لقد دافعت عن حياة منظمة، وجو سعيد يعيش الجميع فيه.
وعملت، بصفتها نائبة رئيس مجلس الصحة الاجتماعية، على ضمان توفير تعليم جنسي لأطفال بريستول بطريقة غير صادمة، وفعلت ذلك جزئيًا باستضافتها سلسلة محاضرات بعنوان التربية الجنسية والطفل، واستثمرت الأرباح في توفير مواد تعليمية للذين لا يستطيعون تحمل تكاليفها.

## إرثها
في عام 1951، حصلت كاسون على وسام الإمبراطورية البريطانية لتأسيسها دورست هاوس، وانتُخبت أيضًا زميلة في الاتحاد العالمي للمعالجين المهنيين. واعتُبرت رائدة في مجال العلاج المهني. توفيت كاسون في بريستول في 17 كانون ديسمبر 1954 بعد إصابتها بفقر الدم. وتكريمًا لها نظمت كلية المعالجين المهنيين محاضرة تذكارية باسمها، وتوجد في مستشفى كالينغتون رود وحدة للعناية المركزة النفسية تحمل اسمها أيضًا.